# Hans Leo Przibram
Hans Leo Przibram, född 7 juli 1874 i Lainz vid Wien, död 20 maj 1944 i koncentrationslägret Theresienstadt, var en österrikisk zoolog.
Przibram blev 1914 blev extra ordinarie professor i experimentell zoologi vid Wiens universitet. Han upprättade 1903 i det i Prater belägna vivariet en biologisk försöksanstalt, från vilket mycket betydande bidrag till denna gren av biologin utgick. Även Przibrams egna, talrika arbeten rör sig på detta område. Han var även verksam som tecknare och hade teckningar utställda på Wiens "Secession".